# Greczany (stacja kolejowa)
Greczany (ukr. Гречани) – węzłowa stacja kolejowa na Greczanach, w miejscowości Chmielnicki, w rejonie chmielnickim, w obwodzie chmielnickim, na Ukrainie. Węzeł linii Odessa – Lwów z liniami do Szepetówki i Kamieńca Podolskiego.
Przy stacji znajduje się lokomotywownia.

## Historia
Stacja powstała w 1914 na trasie Żmerynka - Wołoczyska - granica państwa, pomiędzy stacjami Płoskirów i Czarny Ostrów.

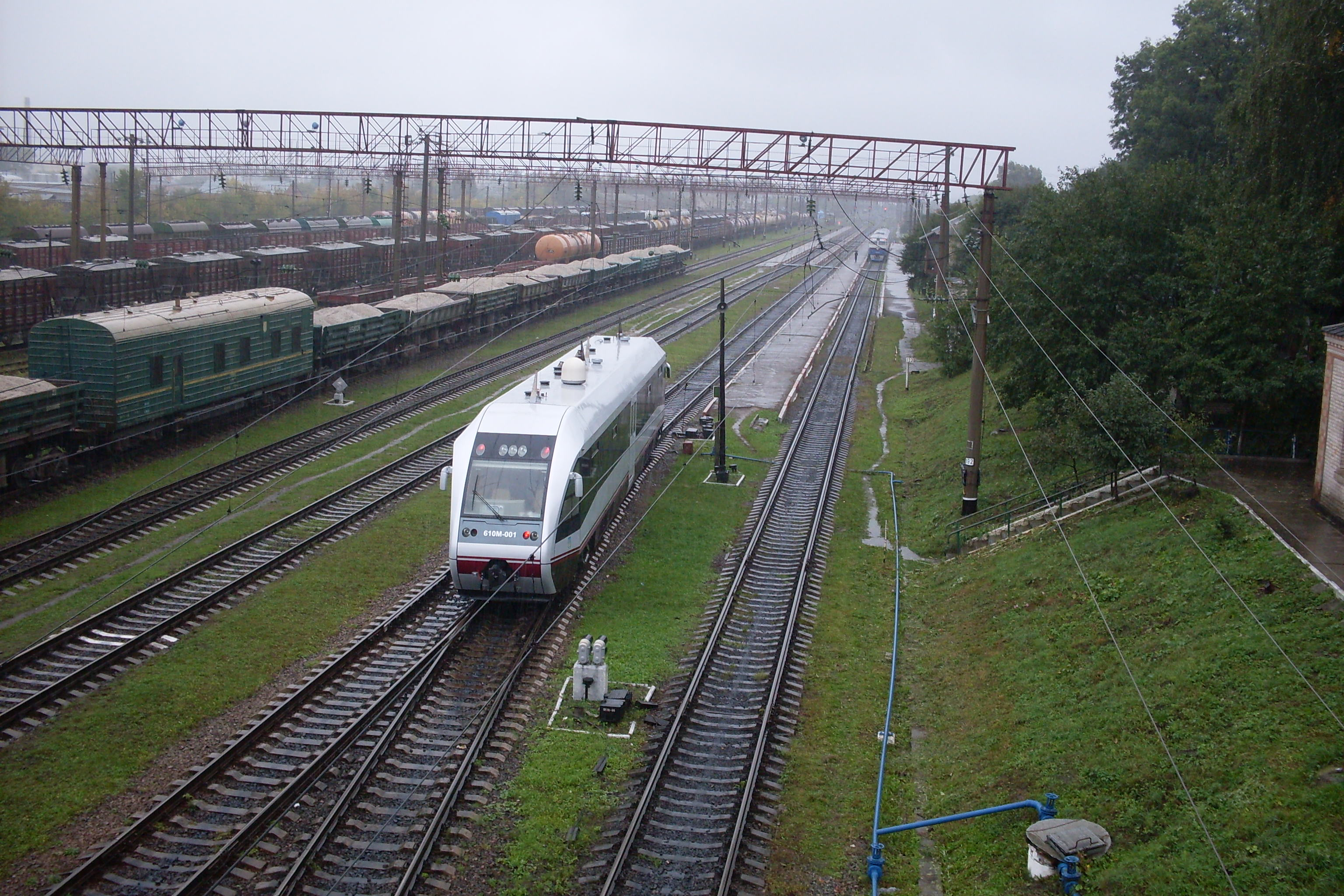
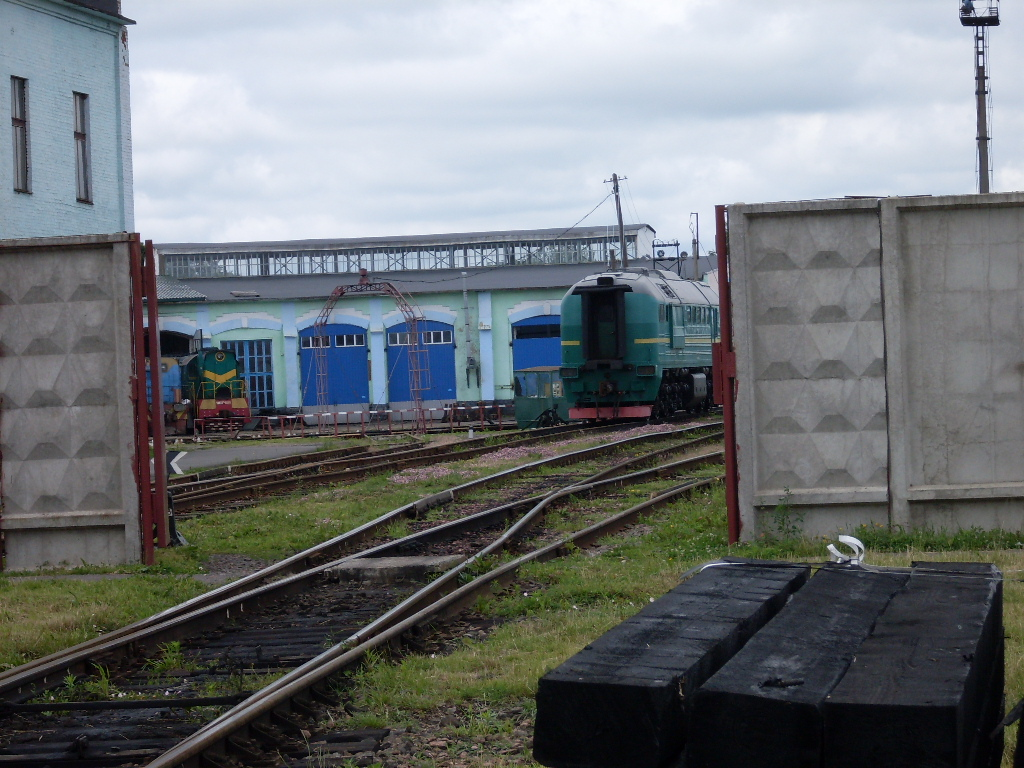
Lokomotywownia